# Eupithecia tarfata
Eupithecia tarfata là một loài bướm đêm trong họ Geometridae.